# Detonator
Detonator es el quinto álbum de estudio de Ratt, publicado en agosto de 1990, siendo el último álbum en el que trabajan Robbin Crosby y Juan Croucier.
A pesar de que su anterior álbum, "Reach for the Sky", fue disco de platino, se encontró con muchas críticas respecto a la calidad de sus canciones. En un intento de recuperar la popularidad que tuvo la banda a mediados de 1980, la banda prescindió del productor Beau Hill. El renombrado compositor Desmond Child y su personal técnico de sonido Sir Arthur Payson fueron contratados para dirigir el proyecto.
En 1991, el guitarrista Robbin "The King" Crosby salió de la banda, después de una gira en Japón.

## Lista de canciones
1. "Intro to Shame" (Warren DeMartini) – 0:55
2. "Shame Shame Shame" (Stephen Pearcy, DeMartini, Desmond Child) – 4:32
3. "Lovin' You's a Dirty Job" (Pearcy, DeMartini, Juan Croucier, Child) – 3:14
4. "Scratch That Itch" (Pearcy, Croucier, Child) – 3:16
5. "One Step Away" (Pearcy, DeMartini, Croucier, Bobby Blotzer, Child) – 4:50
6. "Hard Time" (Pearcy, DeMartini, Child) – 3:46
7. "Heads I Win, Tails You Lose" (Pearcy, DeMartini, Child) – 3:59
8. "All or Nothing" (Pearcy, DeMartini, Robbin Crosby, Kilgore, Child) - 4:14
9. "Can't Wait on Love" (Pearcy, DeMartini, Croucier, Blotzer, Crosby, Child) – 4:04
10. "Givin' Yourself Away" (Pearcy, Warren, Child) – 5:26
11. "Top Secret" (Pearcy, DeMartini, Child) – 3:49

## Créditos
- Stephen Pearcy: voz principal
- Warren DeMartini: guitarra principal
- Robbin Crosby: guitarra
- Juan Croucier: bajo y voces
- Bobby Blotzer: percusión

### Adicionales
- Jon Bon Jovi: coros en el tema "Heads I Win, Tails You Lose"

## Tablero de posiciones

### Billboard Music Charts
| Año  | Tabla         | Posición |
| ---- | ------------- | -------- |
| 1990 | Billboard 200 | 23       |

### Billboard singles
| Sencillo                  | Año  | Tabla                  | Posición |
| ------------------------- | ---- | ---------------------- | -------- |
| "Lovin You's a Dirty Job" | 1990 | Mainstream Rock Tracks | 18       |
| "Givin' Yourself Away"    | 1990 | Mainstream Rock Tracks | 39       |

## Certificaciones
| País    | Certificación | Fecha                   | Ventas Certificadas |
| ------- | ------------- | ----------------------- | ------------------- |
| EE. UU. | Oro           | 11 de diciembre de 1990 | 500 000             |

## Datos Personales
- Desmond Child: Coescribió "Shame Shame Shame", "Lovin' You's a Dirty Job", "One Step Away", "Heads I Win, Tails You Lose", y "Givin' Yourself Away".